# Кайетано Карпио, Сальвадор
Сальвадор Кайетано Карпио (исп. Salvador Cayetano Carpio, 6 августа 1918, Санта-Текла, Сальвадор — 12 апреля 1983, Манагуа, Никарагуа) — сальвадорский революционер, основатель и лидер крупнейшей в стране партизанско-повстанческой организации «Народные силы освобождения имени Фарабундо Марти» (FPL).
Профсоюзный активист, вступил в Коммунистическую партию Сальвадора, стал её генеральным секретарём.
В 1970 основал и возглавил «Народные силы освобождения имени Фарабундо Марти», вышел из Компартии.
После образования в 1980 году Фронта национального освобождения имени Фарабундо Марти — один из руководителей ФНОФМ.
В период партизанской деятельности был известен под псевдонимом «Марсиаль» («comandante Marcial»).
В вопросах организации и ведения партизанской войны являлся сторонником «теории продолжительной народной войны», применявшейся НФОЮВ во Вьетнаме (поэтому в некоторых источниках его называли «сальвадорским Хо Ши Мином»)[уточнить].

## Смерть
Во время его пребывания в Ливии, его личный охранник, одновременно исполняющий обязанности ответственного за внутреннюю безопасность (контрразведку) убил в Манагуа (Никарагуа) пребывавшую там в это время команданте Мелиду Монтес, которая считалась второй по влиянию фигурой FPL. Это было связано с внутренними дискуссиями руководства FPL о характере интеграции этой и остальных четырёх организаций в рамках единого Фронта. Посыпались обвинения в том, что Сальвадор Кайетано Карпио допустил возможность этой трагедии и даже косвенно мог быть виновным в этом. Не перенеся обвинений, он совершил самоубийство в собственном доме, оставив записку. Этот инцидент сильно эксплуатировался правительственной антиповстанческой пропагандой с целью дискредитации как FPL, так и повстанцев в целом. После этого относительное влияние FPL несколько упало, хотя она и продолжала оставаться крупнейшей и наиболее организованной повстанческой организацией Сальвадора. Результатом гибели Монтес и Карпио стало резкое усиление позиций Хоакина Вильялобоса в повстанческом движении.

## Сочинения
Сальвадор Кайетано Карпио является автором книги «Похищения и пытки под капюшоном», посвященной практике деятельности в Сальвадоре ультраправых «эскадронов смерти».